# Rocca d’Orcia
Rocca d’Orcia ist ein Ortsteil (Fraktion, italienisch frazione) von Castiglione d’Orcia in der Provinz Siena, Region Toskana in Italien.

## Geografie
Der Ortsteil liegt ca. 1 km nördlich des Hauptortes Castiglione d’Orcia, ca. 40 km südöstlich der Provinzhauptstadt Siena, ca. 90 km südöstlich der Regionalhauptstadt Florenz und ca. 170 km nordwestlich der italienischen Hauptstadt Rom im Orciatal und am Fluss Orcia bei 510 Höhenmetern und hatte 2001 ca. 50 Einwohner. 2017 waren es 34 Einwohner. In unmittelbarer Nähe verläuft die Via Francigena, hier Streckengleich mit der Via Cassia. Nächstgelegene Orte sind der Hauptort Castiglione d’Orcia und Bagno Vignoni (Ortsteil von San Quirico d’Orcia, ca. 1 km nördlich gelegen).

## Geschichte

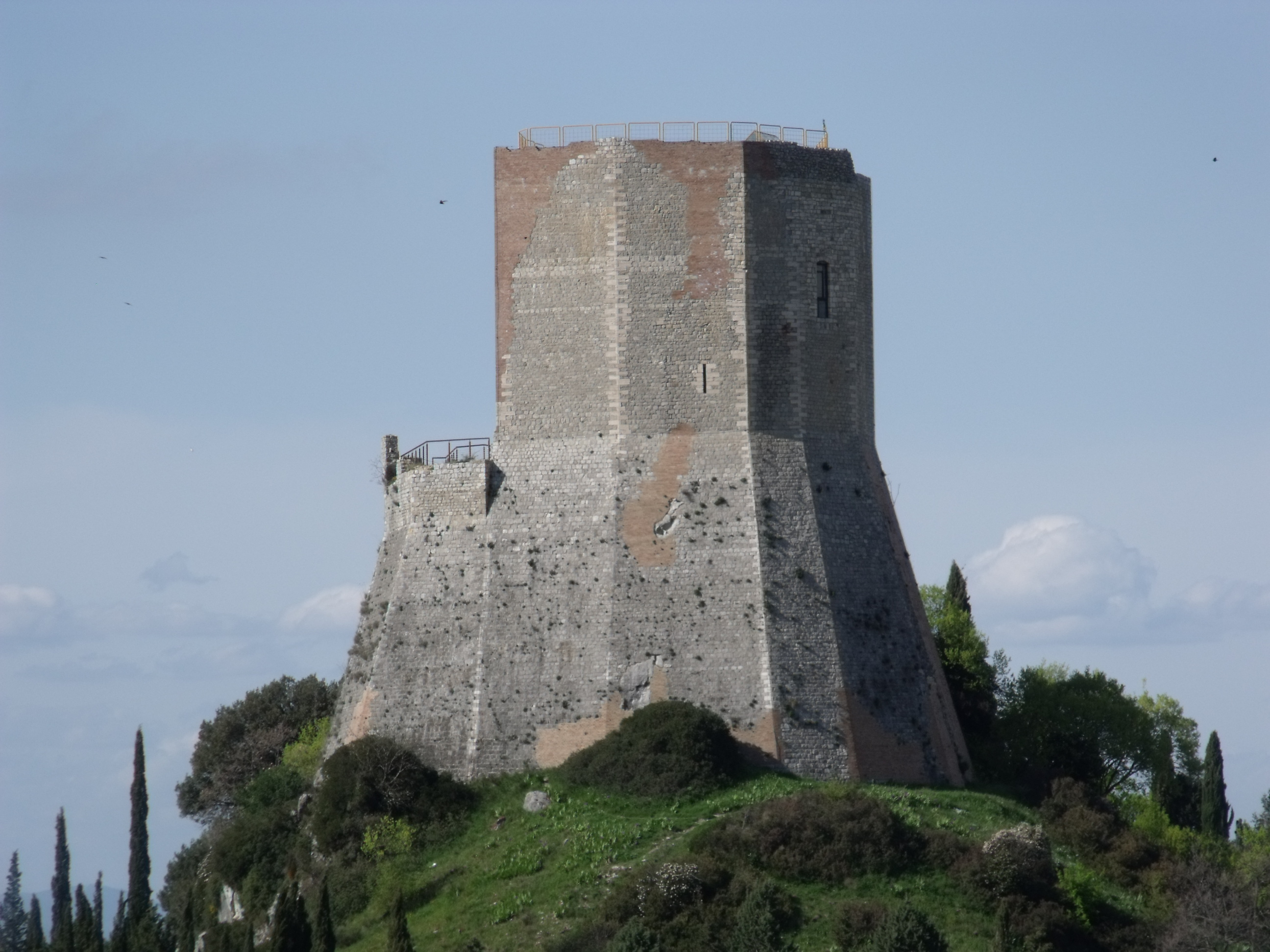
Die Burg Rocca d’Orcia, auch Rocca di Tentennano, Tintinnano oder Tintennano genannt

Erstmals erwähnt wird der Ort in einem Diplom von Ludwig II. aus dem Jahr 853 als Corticella di Tintinnano und als Eigentum des Klosters San Salvatore di Monte Amiata. Eine weitere Erwähnung erhielt der Ort am 8. Oktober 915 als Corte di San Clemente a Tintinnano, ebenfalls als Bestätigung für das Kloster, erstellt von Berengar I., sowie am 5. April 1027 und im Jahr 1036, in einem Dokument von Konrad II. Ab 1170 herrschte die Familie Tignosi, Untergebene und Verbündete der Aldobrandeschi, die von Friedrich I. als Statthalter bestätigt wurden. Große Zerstörung erlitt der Ort im Jahr 1207, als er von Orvieto angegriffen wurde. Am 29. April erhielten die Bürger und Einwohner des Ortes von Guido Medico di Uguiccione di Tignoso die Charta libertatis. Unter dem Rat der Rocca, dem Tebaldo dell’Ardenga und Mönche der Abtei Sant’Antimo angehörten, gelangte der Ort 1250 an den Neunerrat von Siena, der vier Jahre später die Seneser (Staats)bürgerschaft den Einwohnern des Ortes zustand. Die Seneser Regierung begann daraufhin den Ausbau der Ortsbefestigung, die Stadttore, der Burgturm und die Stadtmauern wurden erweitert und zum Teil neu errichtet. Nach der Schlacht von Montaperti von 1260, in deren Vorfeld Salimbene de’ Salimbeni der Stadt Siena einen großzügigen Kredit von 18.000 Fiorini gewährte und damit entscheidend für den Ausgang der Schlacht war, wurde die Rocca di Tintennano (unter anderem) den Salimbenis 1274 als Ausgleichszahlung zugesprochen. Diese erließen 1297 eine neue Kodifikation, die das Seneser Statut nur teilweise außer Kraft setzte, aber die Autonomie des Ortes stark einschränkte. In den Besitzbüchern der Salimbeni befindet sich die Rocca im Jahr 1318 mit einem Wert von 23.333 Lire als zweithöchster Wertgegenstand, direkt nach dem Hauptsitz Palazzo Salimbeni in Siena (24.208 Lire). In den Jahren 1377 und 1378 hielt sich Katharina von Siena längere Zeit im Ort auf, wo sie der Legende nach auch Lesen und Schreiben lernte. Hier blieben die Worte Dio mi pose nella rocca e da ogni parte tutti i venti la percuotono (Gott platzierte mich in dieser Festung, auf die aus allen Richtungen die Winde schlagen) aus dem XXX. Brief an Monna Alessa dokumentiert. Der Ort blieb unter der Herrschaft der Salimbeni bis zum 25. Januar 1419, als die Familie unter Cocco Salimbeni sich der Seneser Regierung nach längerer Belagerung und anschließendem Verrat (die Tore der Festung wurden von innen geöffnet) unterwerfen musste und ins Exil nach Florenz ging. Der Ort fiel daraufhin wieder der Republik Siena zu, die bis 1555 Bestand hatte und dann im Großherzogtum Toskana aufging. Rocca d’Orcia und Castiglione d’Orcia fielen bereits ein Jahr zuvor in die Hände der Gegner aus Florenz.
Erste Brücken unterhalb des Ortes (Borgo), die nach Bagno Vignoni führten, entstanden 1428 unter Giorgio di Francesco Lombardo, diese wurde 1464 von Pietro d’Angelo detto il Castrado restauriert. Die heutige (Fußgänger)-Brücke über den Orcia entstand 1528 durch Baldassare Peruzzi, wurde aber mittlerweile verstärkt.

## Sehenswürdigkeiten

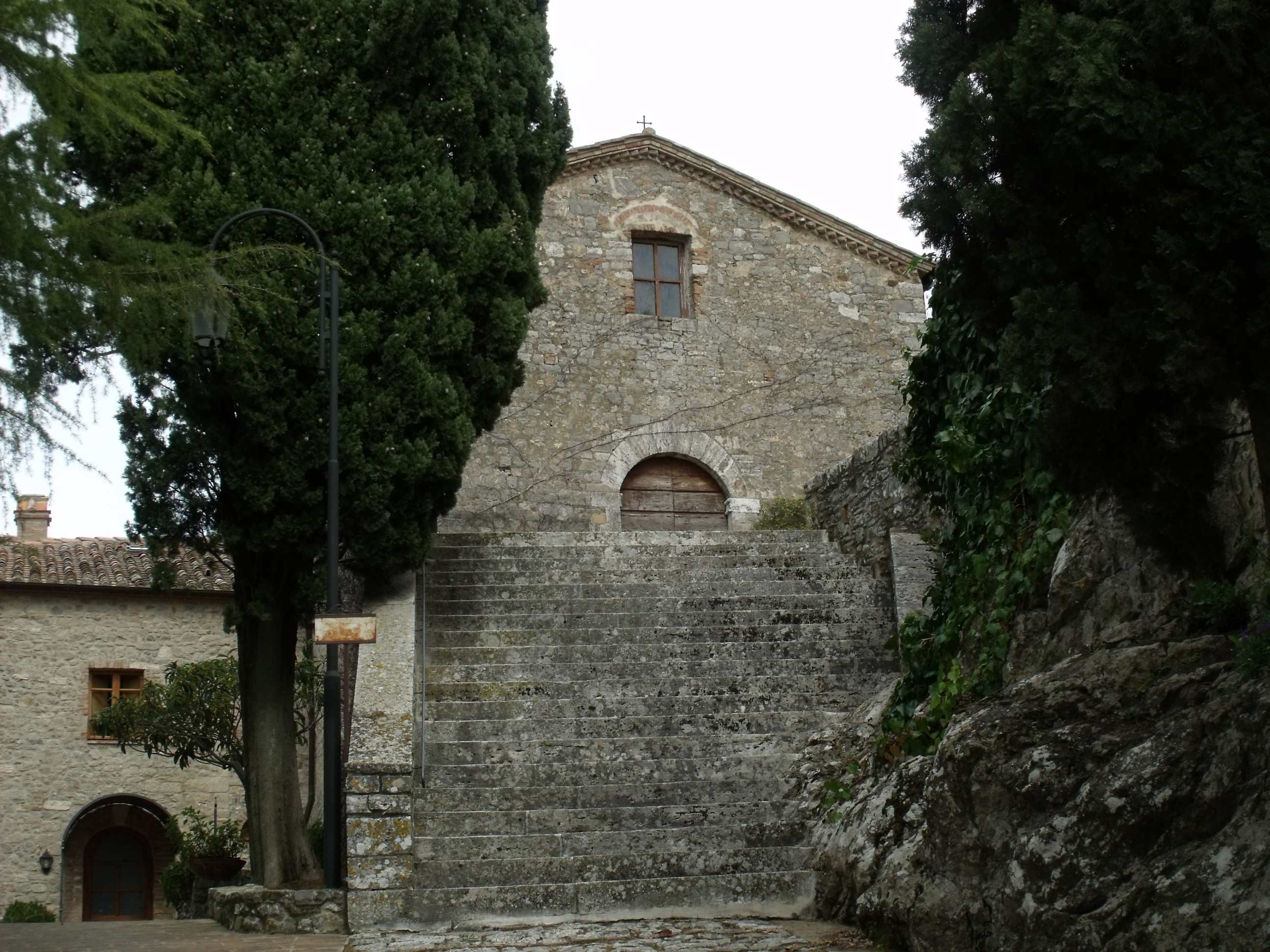
Die Kirche Chiesa di San Simeone

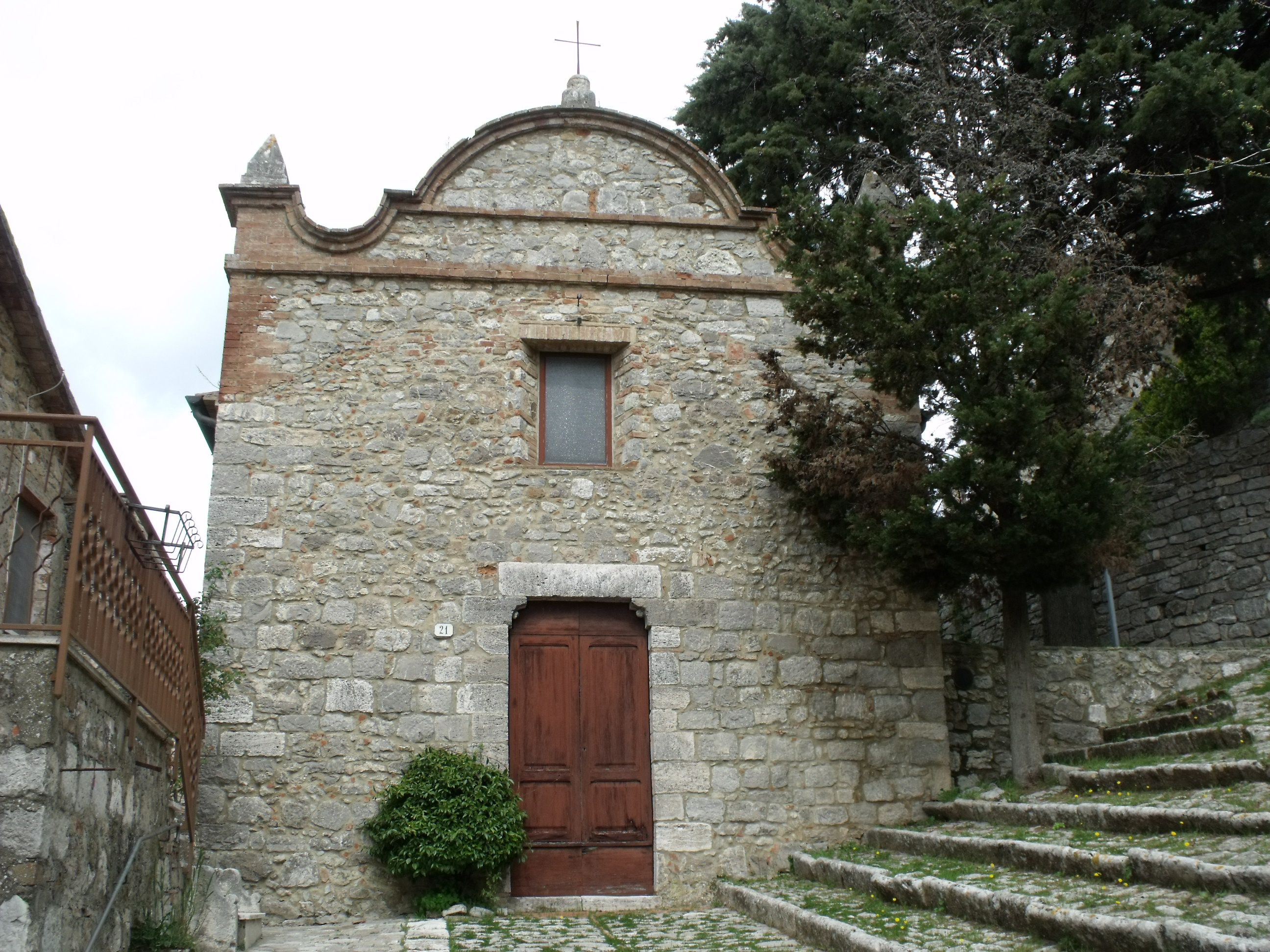
Die Kirche Chiesa di Sebastiano

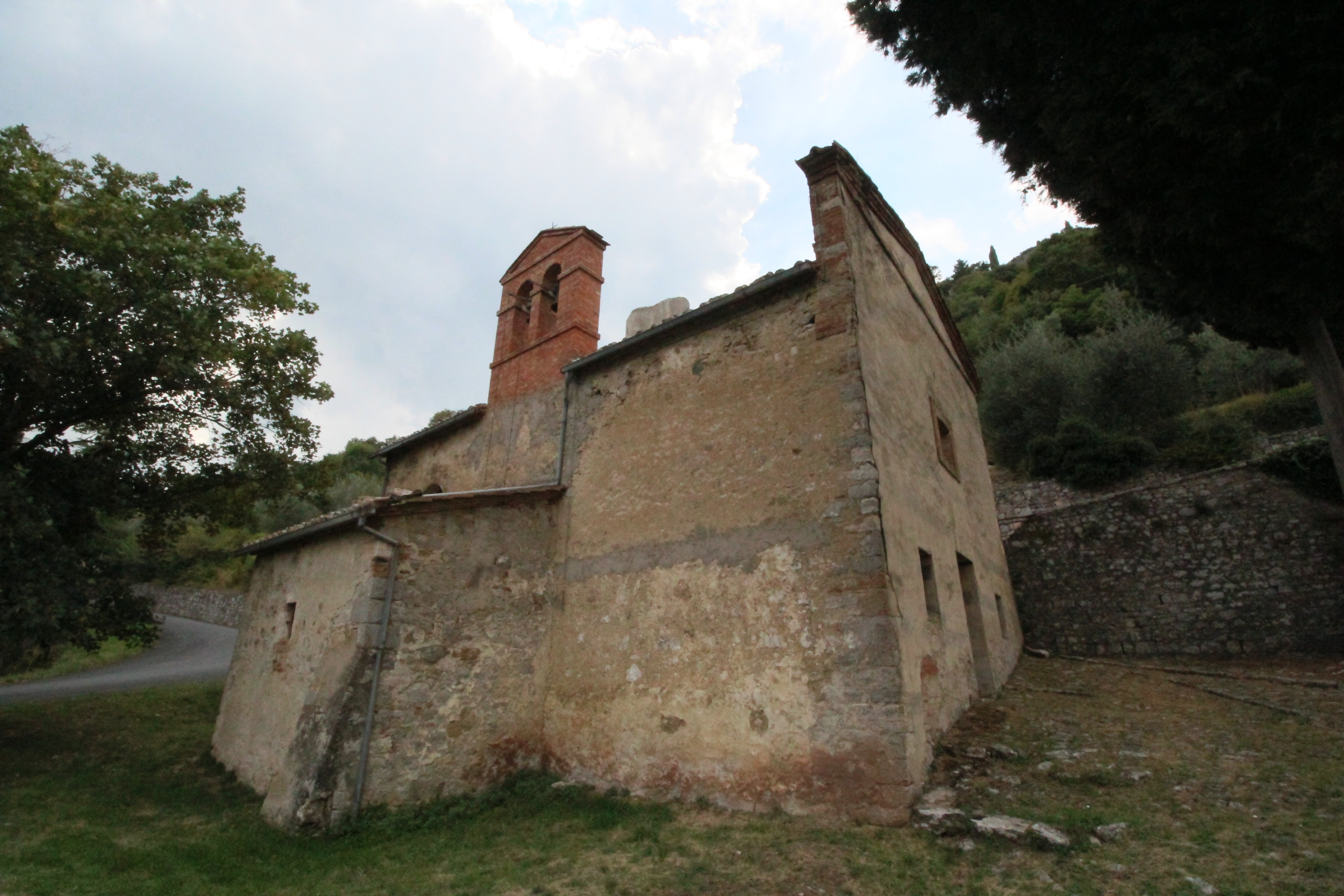
Die Kirche Chiesa della Madonna delle Grazie di Manno

- Chiesa di San Simeone, 1633 durch Bischof Scipione Panocchieschi d’Elci konsekrierte Kirche. Enthält das Werk Crocifissione von Fabrizio Boschi (* um 1570 in Florenz, † 1642 ebd.[13]) sowie das Gemälde Madonna del Rosario aus dem Umfeld des Vincenzo Rustici. Enthielt zudem einmal das Werk Madonna col Bambino e Angeli von Giovanni di Paolo, heute im Museum von Montalcino.[12]
- Chiesa della Madonna delle Grazie di Manno, Kirche unterhalb des Borgo, die hauptsächlich mit Holz gestaltet ist. Die Arbeiten stammen aus der Hälfte des 15. Jahrhunderts. Enthält das Leinwandgemälde Padre Eterno circondato da Angeli e Santi eines Seneser Künstlers aus dem 16. Jahrhundert sowie ein Fresko (Madonna con Bambino e due Angeli) aus der Tradition des Bartolomeo Neroni (auch Il Riccio genannt, 16. Jahrhundert).[12]
- Chiesa di San Sebastiano, Kirche aus dem 17. Jahrhundert. Enthält eine Kopie des Werkes San Sebastiano Martire des Sodoma aus dem Jahr 1525, das Original ist heute in den Uffizien zu finden.[12]
- Chiesa della Madonna del Palazzo, ehemalige Kirche im Ortskern nahe der Piazza Cisterna, wird heute als Wohnhaus genutzt.
- Palazzo Comunale, ehemaliges Rathaus aus dem 13. Jahrhundert.
- Piazza Cisterna, Hauptplatz im Borgo mit Brunnen aus dem 13. Jahrhundert.
- Porta Senese, Stadttor aus dem 13. Jahrhundert.
- Rocca di Tentennano (auch Tintinnano oder Tintennano genannt[10]), heute im Staatsbesitz befindliche achteckige Burg,[1] ehemaliger Besitz der Familie Salimbeni in Sichtweite des (ehemaligen) Hauptsitzes in Radicofani.